# Krakovsko-Čenstohovsko višavje
Krakovsko-čenstohovsko višavje (poljsko Wyżyna Krakowsko-Częstochowska), tudi poljska Jura, je višavje na jugu Poljske med mesti Krakov in Čenstohova.
V višavju je veliko kamnitih formacij iz jurskih apnencev. Najvišji vrh je Góra Janowskiego, tudi Góra Zamkowa (516 m).
Od Krakova do Čenstohove poteka pot orlovih gnezd. Pot vključuje gradove in ruševine gradov, postavljene v 14. stoletju (čas Kazimirja Velikega)